# Cereopsius carinatus
Cereopsius carinatus là một loài bọ cánh cứng trong họ Cerambycidae.